# 岐阜市立加納中学校
岐阜市立加納中学校（ぎふしりつ かのうちゅうがっこう）は、岐阜県岐阜市加納舟田町にある公立中学校。
昭和30年代後半には、生徒数は約2,900人のマンモス校であったが、分離や少子化の影響で、現在は500人余りである。

## 沿革
- 1947年（昭和22年） - 岐阜市立第五中学校として開設。
- 1948年（昭和23年） - 岐阜市立加納中学校に改称。
- 1950年（昭和25年）3月11日 - 校舎が完成。
- 1950年（昭和25年）9月1日 - 旧・稲葉郡茜部村の生徒が厚茜中学校から加納中学校に移る。
- 1962年（昭和37年） - 校歌完成。
- 1964年（昭和39年） - プール竣工。
- 1981年（昭和56年） - 岐阜市立陽南中学校を分離する。
- 1985年（昭和60年） - 体育館竣工。
- 2014年（平成26年） - プール竣工。
- 2014年（平成26年） - 駐輪場竣工。

## 部活動
- 野球部（男・女)
- サッカー部（男子）
- ハンドボール部（男子）
- 男子テニス部
- 女子テニス部
- 男子バスケットボール部
- 女子バスケットボール部
- バレーボール部（男・女）
- バドミントン部（男・女）
- 剣道部（男・女）
- 絵画部（男・女）
- 合唱部（男・女）
- ロボコン部（男・女）

## 過去の顕著な部活動

### 考案クラブ
1952(昭和27)年4月、坂本尚正教諭の指導の下、「考案クラブ」が発足。たちまち、岐阜県発明考案展、全日本学生児童発明展、更に女子生徒は全日本女性発明展などに毎年大勢の入賞・入選者を輩出する名門クラブとなった。1954(昭和29)年には男子生徒の考案した改良湿度計（その後実用新案にも登録）が全日本学生児童発明展で恩賜記念賞（最優秀賞に相当）を受賞したことにより、発明協会から学校表彰を受ける。1959(昭和34)年にはクラブは科学技術庁長官賞を受賞。

ガリ版刷りのクラブ指導用テキストの1960(昭和35)年版である「発明ゼミナール」は、後に国土社の「少年少女科学名著全集」に収録され出版された。坂本教諭はその後県立岐阜工業高校に異動。

## 進学前小学校
- 岐阜市立加納小学校
- 岐阜市立茜部小学校[3]

## 周辺施設
- 岐阜県立加納高等学校
- 済美高等学校
- 岐阜大学教育学部附属中学校
- 岐阜大学教育学部附属小学校
- 加納城址
- 岐阜県立岐阜聾学校

## 交通機関
- 岐阜バス

加納島線、茜部三田洞線「城南通り」バス停より徒歩約7分。
- 加納めぐりバス「加納中学校」バス停より徒歩約1分。

## その他
- 岐阜県立加納高等学校が近いこともあり、加納高校へ進学する生徒も多い。また、女子制服もよく似ている。区別は胸の校章と名札、スカートのリボンの有り無し（有るのは加納高校）である。